# 菜飯田楽 きく宗
菜飯田楽 きく宗（なめしでんがく きくそう）は、愛知県豊橋市新本町40にある合資会社きく宗が運営する料理店。
豆腐料理の菜飯田楽（菜めし田楽）で知られ、「豊橋における菜飯田楽の名店」、「東海地方屈指の老舗」と評されている。2019年（令和元年）に刊行された『ミシュランガイド愛知（名古屋）2019』ではミシュランプレート（星付きではないものの優れた料理店）を獲得している。

## 歴史

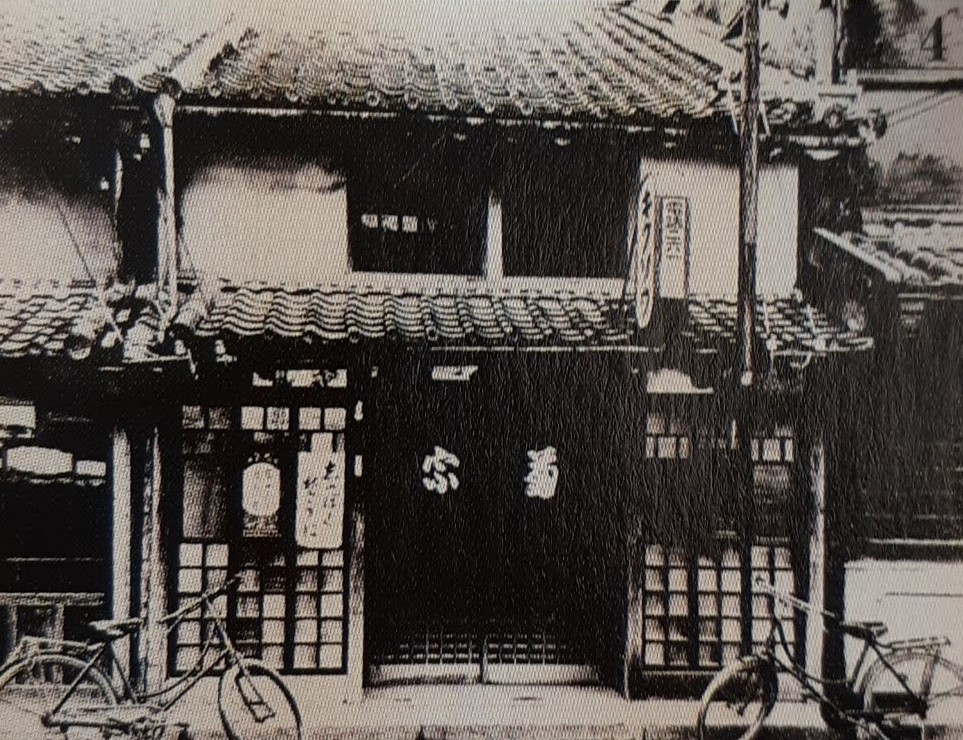
戦前の店舗

近世の豊橋は東海道の宿場町（吉田宿）であるとともに吉田城の城下町でもあった。文政年間（1818年～1831年）にきく宗が創業し、当初から菜飯田楽を提供していた。
1945年（昭和20年）6月19日から20日の豊橋空襲では店舗が全焼したが、1946年（昭和21年）12月には営業を再開した。1967年（昭和42年）時点のメニューは「菜飯」「田楽」「吸物」「ジュース」「アイスクリーム」のみだった。1968年（昭和43年）には矢作ダムに沈む古民家を買い取り、当地に移築して店舗とした。
間口は狭いものの、建物奥には多くの座敷がある。床の間にはきく宗が描かれた錦絵が掛け軸に仕立てられている。名古屋市出身の女優である戸田恵子は、幼少期に入ったきく宗を「家族3人で食べた思い出の味」としている。
現在は菜飯田楽定食を中心として様々なメニューがある。8代目主人の太田敬介は日本将棋連盟豊橋支部長も務めており、2012年（平成24年）頃からは店舗の2階で豊橋まちなか将棋教室を開催している。

## 特徴

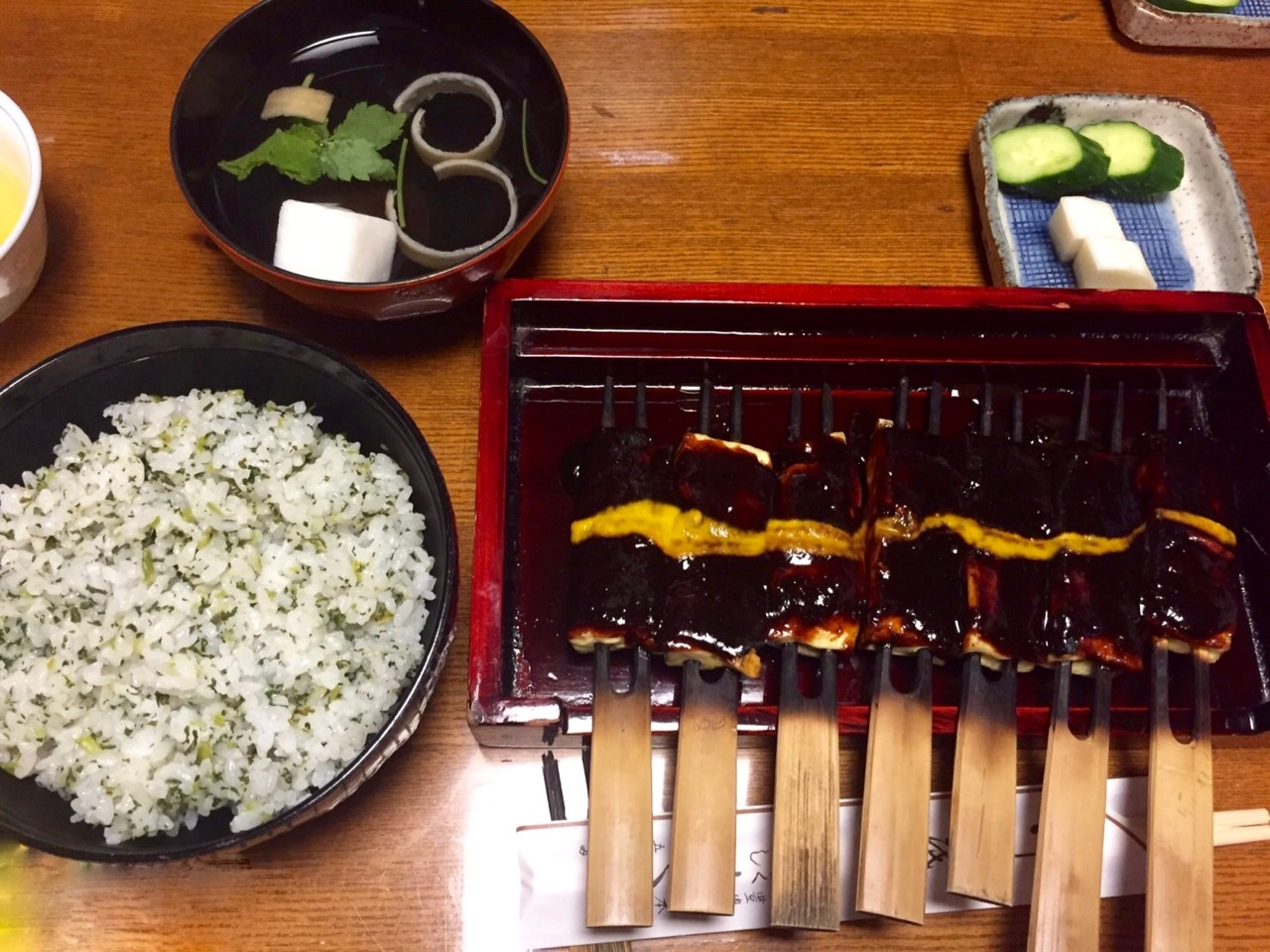
きく宗の菜飯田楽

江戸時代から変わらぬ味を保っているとされる。太田家が代々店を継いでおり、現在の主人は8代目である。伝承は口伝によるため、紙に書かれたレシピは存在しないという。岡崎産の八丁味噌を用いているが、味噌だれの作り方は秘伝とされる。大根の葉を炒らずに（生のまま）白米に混ぜるという特徴がある。

### 菜飯田楽
豊橋の名物である菜飯田楽（菜めし田楽）とは、刻んだ大根の葉を白米に混ぜた菜飯と、豆腐に味噌をつけて炭火で焼いた味噌田楽を組み合わせた精進料理である。菜飯と味噌田楽は異なる料理であるが、豊橋ではこれらを同時に食する菜飯田楽という食べ方が一般的である。
田楽に用いる豆腐はやや硬めの木綿豆腐を用いている。かつては贔屓の豆腐屋から購入していたが、2000年代後半に豆腐屋が廃業すると、国産大豆と本にがりで製造する自家製の豆腐に切り替えた。
長さ7cm×幅3cm×厚さ1.5cmの縦長に切り、2本に分かれた股のある串に刺して焼く。田楽に用いる串は、関東系が1本の串、関西系が2本に分かれた串とされる。かつては豆腐を木炭で焼いていたが、現在は電気で焼いている。焼いた豆腐にたっぷりと味噌だれを塗り、溶いたからしを少しつける。